# Гамма-глутамілгідролаза
Гамма-глутамілгідролаза (англ. Gamma-glutamyl hydrolase) – білок, який кодується геном GGH, розташованим у людей на короткому плечі 8-ї хромосоми. Довжина поліпептидного ланцюга білка становить 318 амінокислот, а молекулярна маса — 35 964.
| 10         |  | 20         |  | 30         |  | 40         |  | 50         |
| ---------- |  | ---------- |  | ---------- |  | ---------- |  | ---------- |
| MASPGCLLCV |  | LGLLLCGAAS |  | LELSRPHGDT |  | AKKPIIGILM |  | QKCRNKVMKN |
| YGRYYIAASY |  | VKYLESAGAR |  | VVPVRLDLTE |  | KDYEILFKSI |  | NGILFPGGSV |
| DLRRSDYAKV |  | AKIFYNLSIQ |  | SFDDGDYFPV |  | WGTCLGFEEL |  | SLLISGECLL |
| TATDTVDVAM |  | PLNFTGGQLH |  | SRMFQNFPTE |  | LLLSLAVEPL |  | TANFHKWSLS |
| VKNFTMNEKL |  | KKFFNVLTTN |  | TDGKIEFIST |  | MEGYKYPVYG |  | VQWHPEKAPY |
| EWKNLDGISH |  | APNAVKTAFY |  | LAEFFVNEAR |  | KNNHHFKSES |  | EEEKALIYQF |
| SPIYTGNISS |  | FQQCYIFD   |  |            |  |            |  |            |

A: Аланін

C: Цистеїн

D: Аспарагінова кислота

E: Глутамінова кислота

F: Фенілаланін

G: Гліцин

H: Гістидин

I: Ізолейцин

K: Лізин

L: Лейцин

M: Метіонін

N: Аспарагін

P: Пролін

Q: Глутамін

R: Аргінін

S: Серин

T: Треонін

V: Валін

W: Триптофан

Цей білок за функцією належить до гідролаз. 
Локалізований у лізосомі.
Також секретований назовні.